# Rincón del Mezquite
Rincón del Mezquite är en ort i Mexiko.   Den ligger i kommunen Ixtlán och delstaten Michoacán de Ocampo, i den centrala delen av landet, 400 km väster om huvudstaden Mexico City. Rincón del Mezquite ligger 1 579 meter över havet och antalet invånare är 557.
Terrängen runt Rincón del Mezquite är huvudsakligen kuperad, men åt sydost är den platt. Runt Rincón del Mezquite är det tätbefolkat, med 397 invånare per kvadratkilometer. Närmaste större samhälle är Zamora, 18,6 km sydost om Rincón del Mezquite. Trakten runt Rincón del Mezquite består till största delen av jordbruksmark.